# Puerta autoalineada
En la tecnología de fabricación de semiconductores electrónicos, una puerta autoalineada es un método de fabricación de transistores por el que el electrodo de puerta de un MOSFET (transistor de efecto de campo de semiconductor de óxido metálico) se utiliza como máscara para el dopaje de las regiones de fuente y drenaje. Esta técnica garantiza que la puerta se alinee de forma natural y precisa con los bordes de la fuente y el drenaje.
El uso de puertas autoalineadas en los transistores MOS es una de las innovaciones clave que propiciaron el gran aumento de la potencia de cálculo en la década de 1970. Las puertas autoalineadas se siguen utilizando en la mayoría de los circuitos integrados modernos.

## Introducción

### Construcción de CI

Diagrama de un MOSFET estándar

Los circuitos integrados (CI o "chips") se fabrican mediante un proceso de varios pasos que crea múltiples capas en la superficie de un disco de silicio conocido como "oblea". Cada capa se modela recubriendo la oblea con una capa fotorresistente y exponiéndola a continuación a la luz ultravioleta que incide a través de una "máscara" similar a una plantilla. Dependiendo del proceso, la fotorresistencia expuesta a la luz se endurece o se ablanda y, en ambos casos, las partes más blandas se lavan. El resultado es un patrón microscópico en la superficie de la oblea en el que una parte de la capa superior queda expuesta mientras que el resto queda protegido bajo la fotorresistencia restante.
A continuación, la oblea se expone a diversos procesos que añaden o eliminan materiales de las partes de la oblea que no están protegidas por la capa fotorresistente. En un proceso habitual, la oblea se calienta a unos 1.000 C y se expone a un gas que contiene un material dopante (normalmente boro o fósforo) que modifica las propiedades eléctricas del silicio. De este modo, el silicio se convierte en donante, receptor o casi aislante de electrones, en función del tipo o la cantidad de dopante. En un CI típico, este proceso se utiliza para producir los transistores individuales que constituyen los elementos clave de un CI.
En el MOSFET, las tres partes de un transistor son la fuente, el drenaje y la puerta (véase el diagrama). El "efecto de campo" del nombre se refiere a los cambios de conductividad que se producen cuando se aplica una tensión en la puerta. El punto clave es que este campo eléctrico puede hacer que la región del "canal" que separa la fuente y el drenaje se convierta en del mismo tipo que la fuente-drenaje, activando así el transistor. Como no fluye corriente de la puerta al drenaje, la energía de conmutación de un FET es muy pequeña en comparación con los anteriores tipos de transistores de unión bipolar, en los que la puerta (o base, como se conocía) estaba en línea con la corriente.

### Metodología antigua
En las primeras metodologías de fabricación de MOSFET, la puerta se fabricaba con aluminio, que funde a 660 C, por lo que tenía que depositarse como uno de los últimos pasos del proceso, una vez completadas todas las etapas de dopaje a unos 1000 C.
La oblea en su conjunto se elige primero para que tenga una calidad eléctrica determinada, ya sea positiva, o "p", o negativa, "n". En la ilustración, el material base es "p" (llamado canal n o nMOS). A continuación, se utiliza una máscara para crear las zonas en las que se colocarán las secciones "n" negativas de los transistores. A continuación, la oblea se calienta a unos 1.000 C y se expone a un gas dopante que se difunde en la superficie de la oblea para producir las secciones "n". A continuación, se extiende una fina capa de material aislante (dióxido de silicio) sobre la oblea. Por último, se crea la puerta sobre la capa aislante en una nueva operación fotolitográfica. Para que la puerta se solape con la fuente y el drenaje subyacentes, el material de la puerta tiene que ser más ancho que el espacio entre las secciones n, normalmente hasta tres veces. Esto desperdicia espacio y crea una capacitancia adicional entre la puerta y la fuente-drenaje. Esta capacitancia parásita requiere que todo el chip funcione a altos niveles de potencia para garantizar una conmutación limpia, lo que resulta ineficaz. Además, la variación en la desalineación de la puerta con respecto a la fuente y el drenaje implica una gran variabilidad de un chip a otro, incluso cuando funcionan correctamente.

### Autoalineación
La puerta autoalineada ha evolucionado en varias etapas hasta su forma actual. La clave del avance fue el descubrimiento de que el polisilicio fuertemente dopado era lo suficientemente conductor como para sustituir al aluminio. Esto significaba que la capa de la puerta podía crearse en cualquier fase del proceso de fabricación de varios pasos.:p.1
En el proceso de autoalineación, la capa aislante de la puerta se forma al principio del proceso. A continuación, se deposita y se modela la puerta. A continuación, se dopan los drenajes fuente (en el caso del polisilicio, las puertas se dopan simultáneamente). El patrón fuente-drenaje sólo representa los bordes exteriores de la fuente y el drenaje, ya que el borde interior de estas secciones está enmascarado por la propia puerta. Como resultado, la fuente y el drenaje se "autoalinean" con la puerta. Como siempre están perfectamente colocados, no es necesario ensanchar la puerta más de lo deseado y la capacitancia parásita se reduce considerablemente. También se reducen el tiempo de alineación y la variabilidad entre chips.
Tras los primeros experimentos con diferentes materiales de puerta, como aluminio, molibdeno y silicio amorfo, la industria de los semiconductores adoptó casi universalmente las puertas autoalineadas de silicio policristalino (polisilicio), la llamada tecnología de puerta de silicio (SGT por sus siglas en inglés) o tecnología de "puerta de silicio autoalineada", que ofrecía muchas ventajas adicionales a la reducción de las capacitancias parásitas. Una característica importante de la SGT era que el transistor quedaba enterrado por completo bajo óxido térmico de máxima calidad (uno de los mejores aislantes conocidos), lo que permitía crear nuevos tipos de dispositivos, inviables con la tecnología convencional o con puertas autoalineadas fabricadas con otros materiales. Especialmente importantes son los dispositivos de carga acoplada (CCD), utilizados para sensores de imagen, y los dispositivos de memoria no volátil que utilizan estructuras de puertas flotantes de silicio. Estos dispositivos han ampliado espectacularmente la gama de funcionalidades que pueden conseguirse con la electrónica de estado sólido.
Para fabricar compuertas autoalineadas se necesitaban ciertas innovaciones:
- Un nuevo proceso para crear las puertas;
- un cambio del silicio amorfo al silicio policristalino (porque el silicio amorfo se rompería al pasar por los "escalones" de la superficie aislante de óxido);
- un método fotolitográfico para grabar el silicio policristalino;
- un método para reducir las impurezas presentes en el silicio.

Antes de estas innovaciones, las puertas autoalineadas se habían demostrado en dispositivos de puerta metálica, pero su verdadero impacto se produjo en los dispositivos de puerta de silicio.

## Comercialización en Intel
La tecnología de puerta de silicio (SGT) fue adoptada por Intel en el momento de su fundación (julio de 1968), y en pocos años se convirtió en la tecnología central para la fabricación de circuitos integrados MOS en todo el mundo, perdurando hasta nuestros días. Intel fue también la primera empresa en desarrollar una memoria no volátil utilizando transistores de puerta de silicio flotante.
El primer chip de memoria que utilizó la tecnología de puertas de silicio fue el chip Intel 1101 SRAM (memoria estática de acceso aleatorio), fabricado en 1968 y demostrado en 1969.El primer microprocesador comercial de un solo chip, el Intel 4004, fue desarrollado por Faggin utilizando su tecnología de circuitos integrados MOS de puertas de silicio. Marcian Hoff, Stan Mazor y Masatoshi Shima contribuyeron a la arquitectura.

### Documentos originales sobre la tecnología de puerta de silicio (SGT)
- Bower, RW and Dill, RG (1966). "Insulated gate field effect transistors fabricated using the gate as source-drain mask". IEEE International Electron Devices Meeting, 1966
- Faggin, F., Klein, T., and Vadasz, L.: "Insulated Gate Field Effect Transistor Integrated Circuits With Silicon Gates". IEEE International Electron Devices Meeting, Washington D.C, 1968
- Kerwin, Robert E.; Klein, Donald L. & Sarace, John C., "Method for making MIS structures", published 28-10-1969, assigned to Bell Telephone Laboratories Inc.
- Federico Faggin and Thomas Klein.: "A Faster Generation Of MOS Devices With Low Thresholds Is Riding The Crest Of The New Wave, Silicon-Gate IC’s". Cover story on Fairchild 3708, "Electronics" magazine, September 29, 1969.
- Vadasz, L. L.; Grove, A.S.; Rowe, T.A.; Moore, G.E. (October 1969). «Silicon Gate Technology». IEEE Spectrum: 27-35.
- F. Faggin, T. Klein "Silicon Gate Technology", "Solid State Electronics", 1970, Vol. 13, pp. 1125–1144.
- Klein, Thomas & Faggin, Federico, "Doped semiconductor electrodes for MOS type devices", published 1972-06-27, assigned to Fairchild Camera and Instrument Corporation